# Saint Claude (pjesma)
„Saint Claude” („sveti Klaudije”) pjesma je francuske pjevačice Christine and the Queens (Héloïse Letissier). Objavljena je 14. travnja 2014. godine te je dio glazbenoga albuma Chaleur humaine. Pjesmu je napisala sama Letissier. Postoje dvije inačice pjesme.

## Video spot
Video spot za pjesmu „Saint Claude” objavljen je na YouTubeu 29. travnja 2014. te traje tri minute i 42 sekunde. Pjevačica je za video dobila nagradu „Victoires de la Musique”.